# Zacharias Janssen
Pour les articles homonymes, voir Janssen.
Zacharias Janssen ou Zacharia Jansen (v.1588 – v.1631) est un lunetier et fabricant de lentilles de Middelbourg (Hollande) du XVIIe siècle.
Il aurait vendu à la foire d'automne de Francfort en septembre 1608 des lunettes astronomiques et prétend avec d'autres (Hans Lipperhey et Jacob Metius) en être le créateur.
Certains pensent qu'il fut le premier à créer un nouvel appareil optique, le microscope optique en ayant l'idée de regarder « à la loupe » non plus l'objet mais l'image agrandie de cet objet, mais ce point reste contesté.
L'exoplanète 55 Cancri e a été baptisée Janssen en son honneur.